# Malo Krušince
Malo Krušince (en serbe cyrillique : Мало Крушинце) est un village de Serbie situé sur le territoire de la Ville de Kruševac, district de Rasina. Au recensement de 2011, il comptait 128 habitants.

## Démographie
| 1948 | 1953 | 1961 | 1971 | 1981 | 1991 | 2002 | 2011 |
| ---- | ---- | ---- | ---- | ---- | ---- | ---- | ---- |
| 210  | 212  | 205  | 195  | 191  | 181  | 145  | 128  |

|  |